# Società Calcio Albanova
L'Associazione Sportiva Dilettantistica Albanova Calcio, nota semplicemente come Albanova, è una società calcistica italiana con sede nel comune di Casal di Principe, in provincia di Caserta. Prende il nome dal comune soppresso di Albanova, che in passato raggruppava i comuni di Casal di Principe, San Cipriano d'Aversa e Casapesenna ed ha sede in Via Vaticale, 146, Casal di Principe. Ha acquistato ufficialmente tale denominazione il 19 luglio 2019.

## Storia

### Origini
La nascita di rappresentanze calcistiche a Casal di Principe risale al lontano 1964. Negli anni 1980 venne fondata l'A.S. Casale Bonito, formazione che disputava le proprie gare interne presso lo Stadio Comunale di Casal di Principe, con una capienza che nel corso degli anni raggiungerà circa i 4000 posti. Il Casale Bonito militò nel Campionato di Promozione Campania-Molise per 7 anni, dal 1984 al 1991. Dal 1993 al 1998 ha disputato il Campionato di Serie C2. Negli anni della Serie C2 dimostrò grande solidità soprattutto in casa dove in 61 partite giocate al Comunale uscì sconfitta solo sei volte. Ha partecipato negli stessi anni a quattro edizioni della Coppa Italia Serie C.

### Gli anni 1980
Dopo la fondazione nei primi anni 1980 dell'A.S.Casale Bonito, la squadra prese parte nella stagione 1984-1985 al Campionato di Promozione Campania-Molise dove si piazzò all'8º posto in classifica. Nella stagione seguente 1985-86 migliorò la posizione chiudendo il campionato al 7º posto. Nella stagione 1986-87 migliorò ancora ottenendo il 3º posto finale, ma il risultato migliore si registrò nella stagione 1988-1989 dove la formazione di Casal di Principe terminò il campionato al 2º posto con 43 punti, ad un solo punto dal Gladiator vincitore del girone. Dopo il 5º posto della stagione 1989-1990 nella stagione seguente si piazzò prima nel girone con 54 punti.

### Gli anni 1990
Nella stagione 1990-1991 riuscì quindi ad ottenere la promozione nel Campionato Interregionale, grazie al 1º posto in classifica e alla vittoria degli spareggi, giocati a Benevento, tra le prime classificate dei tre gironi di cui all'epoca si componeva il Campionato di Promozione Campania-Molise. Nel primo anno di Interregionale, stagione 1991-1992, il Casale Bonito si piazzò 10º mentre nella stagione successiva la posizione venne migliorata con il 2º posto dietro il Trapani. Un campionato quello del 1992-1993 giocato punto a punto proprio con la formazione siciliana e deciso dagli scontri diretti.Casale Bonito e Trapani infatti a 6 giornate dalla fine del campionato arrivarono alla sfida del Provinciale (giocata la 29ª giornata) a pari punti, con la gara di andata finita 2-0 in favore dei casalesi. Il Trapani vinse 2-1 quella partita in uno stadio gremito,con reti di Barraco e Cavataio, facendo così svanire i sogni di promozione del Casale Bonito.

### Ripescaggio in C2 e cambio di denominazione in SC Albanova

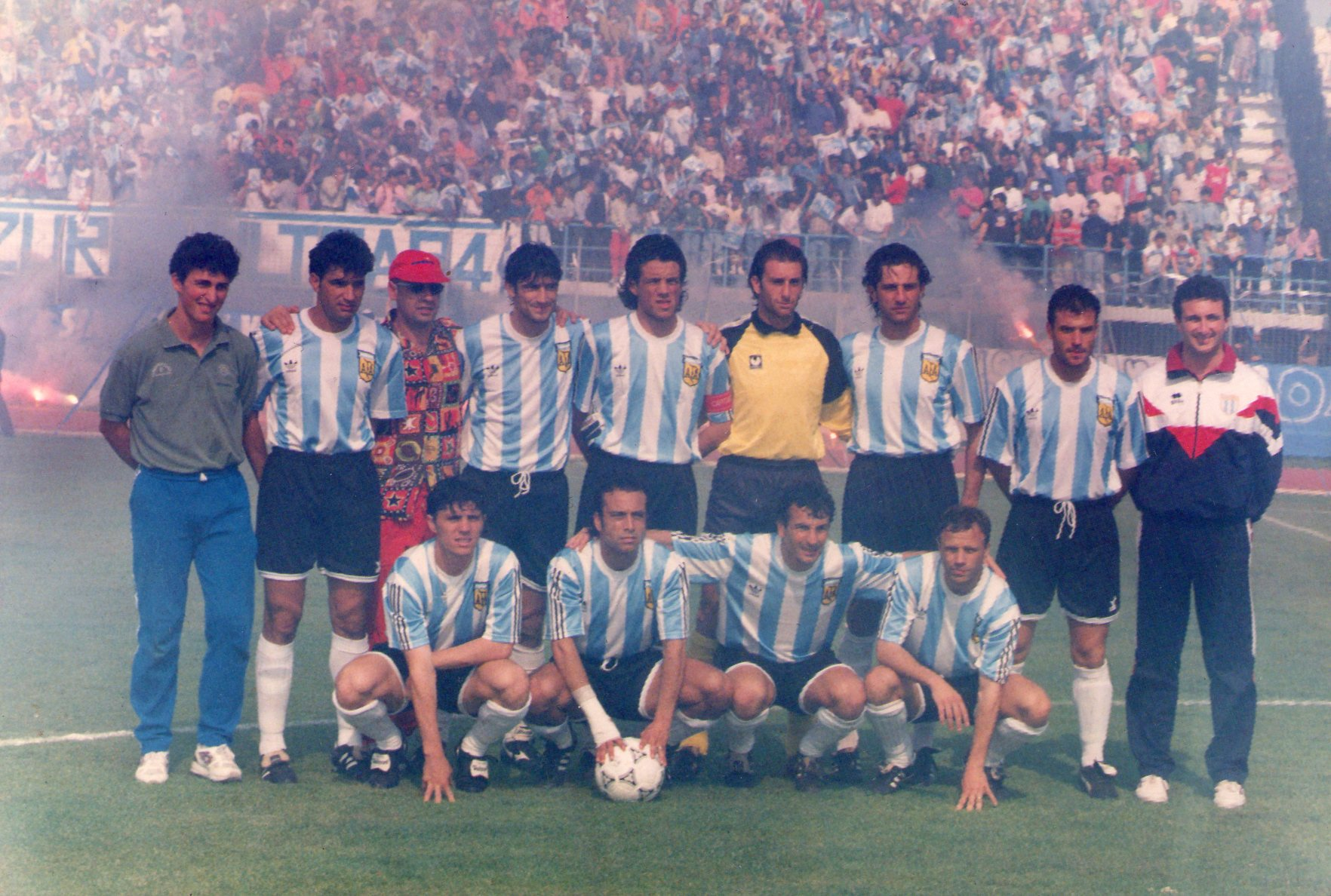
Formazione dell'Albanova stagione 94-95

Nella stagione seguente, 1993-1994 il Casale Bonito cambiò la propria denominazione in S.C Albanova e in virtù del 2º posto dietro il Giulianova la squadra venne ripescata in Serie C2, dove l'anno successivo (stagione 1994-1995) si mise in evidenza raggiungendo il 5º posto in classifica e conseguentemente i play off, dove venne eliminata in semifinale dal Matera (0-0 e 1-0). Lo stesso anno fece il suo esordio nella Coppa Italia Serie C dove, dopo aver eliminato Ischia Isola Verde, Formia e Barletta venne eliminata agli ottavi dalla Juve Stabia (2-0/0-0).
La posizione venne migliorata nella successiva stagione 1995-1996, infatti l'Albanova ancora 5ª classificata superò nella semifinale play-off il Frosinone (3-1 e 1-2) e sfiorò la promozione venendo sconfitta solo dopo i calci di rigore (3-0) contro il Giulianova, nella finale in gara unica di Foggia. In Coppa Italia dopo aver battuto il Nola al primo turno venne eliminata dalla Lodigiani nel turno successivo. La formazione di Casal di Principe costruì le sue fortune tra le mure amiche dove restò imbattuta dal 4 settembre 1994 fino al 30 dicembre 1995 quando venne sconfitta dal Frosinone per 2-0. In questo periodo infatti totalizzò una serie di 25 partite in casa senza sconfitte (16 vittorie e 9 pareggi).

### Il declino e il fallimento
I risultati non vennero ripetuti nella stagione 1996-1997 quando la squadra finì 12ª. In Coppa Italia l'avventura si fermò nuovamente al secondo turno per mano della Juve Stabia. Nella stagione 1997-1998 la compagine di Casal di Principe retrocesse dopo aver perso l'incontro di play out contro il Frosinone. Anche in Coppa Italia, inserita nel girone O con Benevento, Avellino, Juve Stabia e Bisceglie, riuscì ad ottenere un solo punto qualificandosi ultima nel girone. La stagione 1997-1998 segnò anche il fallimento della società.

### Gli anni 2000
Dopo il fallimento della società e varie retrocessioni,a partire dal 2000 in poi, ha militato nei campionati regionali di Prima, Seconda e Terza Categoria senza ottenere grandi risultati.
La squadra assunse in questi anni vari nomi come Alba Casale, Real Casale, Don Peppe Diana, (in ricordo del prete vittima della camorra) e ASD Principe.
Nel 2013 viene rifondata l'Albanova Calcio che attualmente milita nel campionato di Eccellenza.

## Strutture

### Stadio

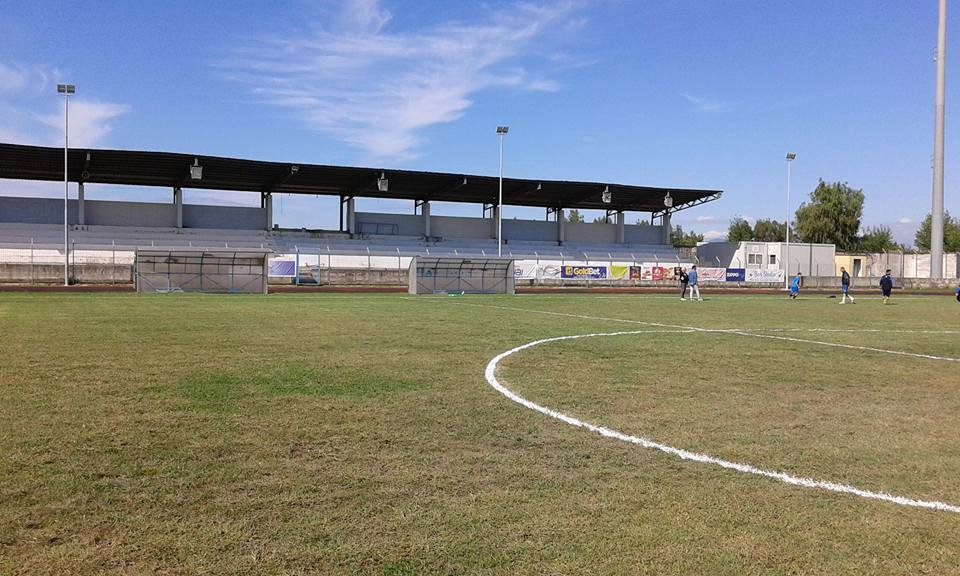
Tribuna Coperta

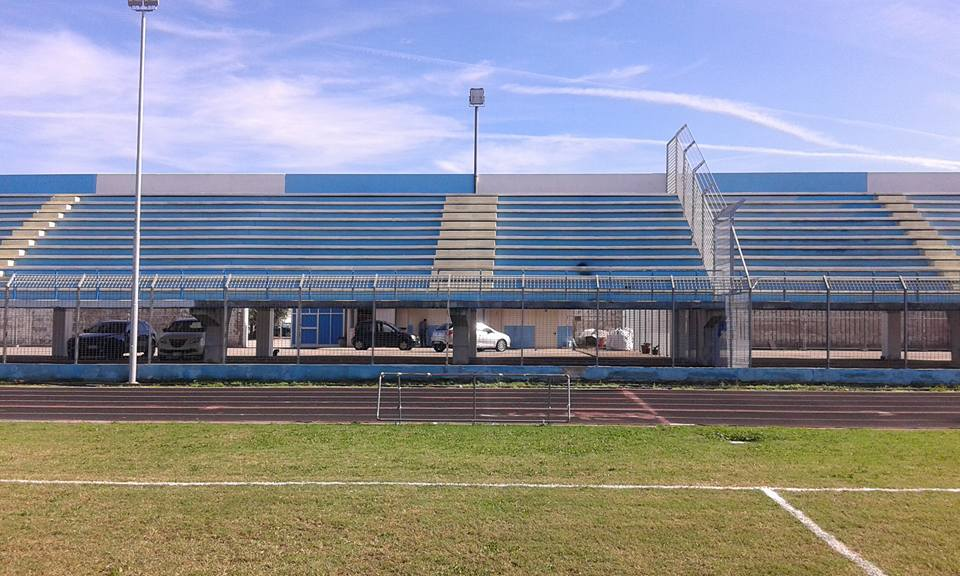
Tribuna scoperta del Comunale

Lo Stadio Comunale, situato a ridosso dell'uscita di Casal di Principe sulla strada provinciale Nola-Villa Literno, venne costruito a cavallo tra la fine degli anni 1980 e l'inizio degli anni 1990. La struttura è composta principalmente da una tribuna coperta e una tribuna scoperta dove un piccolo settore è riservato ai tifosi ospiti per un totale di circa 4 000 posti a sedere; è dotata di un impianto di illuminazione formato da quattro grandi riflettori capaci di illuminare tutto l'impianto. Inoltre la struttura comprende anche una pista atletica di 400 metri. Il piazzale antistante la struttura è stato intitolato il 7 giugno 2015 a Domenico Noviello, vittima della camorra. L'impianto ha ospitato le partite interne dell'Albanova e delle compagini di Casal di Principe che si sono susseguite ad essa fino al 2012, quando la struttura è stata dichiarata inagibile e quindi chiusa al pubblico. L'Albanova infatti è stata costretta a giocare le partite casalinghe negli impianti di San Cipriano, Casapesenna e Villa Literno. Con l'avvento della nuova amministrazione comunale nel 2014, grazie all'aiuto dei volontari, l'impianto è stato ripulito anche se l'agibilità fu limitata alla sola pista atletica. Nell'agosto 2015 l'amministrazione ha provveduto a garantire l'agibilità del terreno di gioco e a novembre è arrivata anche l'agibilità per gli spalti. La stessa amministrazione ha pensato di intitolare lo stadio di Casal di Principe ad Angelo Scalzone, campione olimpico casalese che conquistò la medaglia d'oro nel tiro a piattelli alle Olimpiadi di Monaco del 1972.
Il 25 aprile 2021 è stato inaugurato il "nuovo" stadio comunale "Angelo Scalzone" dopo i lavori di ristrutturazione.
I lavori eseguiti sono i seguenti:
-Messa in posa del nuovo manto erboso sintetico "Professional" di ultima generazione (passando così da un campo in erba naturale a un campo in erba sintetica)
-Realizzazione di una nuova pista atletica
-Abbattimento e ricostruzioni delle mura perimetrali pericolanti 
-Riqualificazione degli spogliatoi 
-Installazione nuovo impianto di illuminazione
I prossimi lavori che verranno eseguiti (fonte non verificata)sono:
-Verifica strutturale della tribunale ovest (tribuna coperta)

## Società

### Organigramma Societario
Organigramma societario per la stagione 2022-2023.
- Pasquale Caterino - Presidente
- Bruna Improta - Co-presidente
- Francesco Petrillo - Presidente onorario
- Vincenzo Del Villano - Vicepresidente
- Giuseppe Zippo - Direttore generale
- Emanuele Pirozzi - Responsabile amministrativo
- Domenico Napoletano - Amministratore delegato
- Francesco Mennitto - Direttore sportivo
- Giovanni Zippo - Responsabile area tecnica
- Nico Erbaggio - Addetto Stampa

## Diffusione nella cultura di massa
La squadra dell'Albanova è citata nel libro Football Clan, scritto a quattro mani dal magistrato Raffaele Cantone e dal giornalista Gianluca Di Feo.

## Allenatori e presidenti
| Allenatori - 1964-1986 ... - 1986-1987 Ciro Lubrano - 1987-1992 ... - 1992-1994 Pasquale Santosuosso - 1994-1995 Mario Schettino - 1995-1996 Pasquale Santosuosso - 1996-1997 Antonio Merolla Pasquale Santosuosso Vincenzo Rispoli - 1997-1998 Giovanni Improta Salvatore Di Somma Pasquale Santosuosso Salvatore Di Somma - 1998-2012 carica vacante Real Albanova (Casal di Principe) - 2012-2016 Pasquale Cavaliere - 2016-2017 Marco Miserini Vincenzo Potenza Albanova - 2012-2013 carica vacante - 2016-2017 Luigi Sanchez - 2017-2018 Antonio De Stefano - 2018-2019 Marco Mazziotti Savio Sarnataro - 2019-2020 Antonio De Stefano Pasquale Ferraro Francesco Coccellato - 2020-2021 Ivan De Michele - 2021-2022 Gennaro Illiano Ciro Amorosetti - 2022-2023 Andrea Ciaramella - 2023-2024 Domenico Bovienzo Savio Sarnataro Rosario Campana - 2024-2025 Domenico Bovienzo | Presidenti - 1964-1990 ... - 1990-1995 Dante Passarelli - 1995-1997 Mario Natale - 1997-1998 Nicola Cerullo (Amm. unico) - 1998-2012 carica vacante Real Albanova (Casal di Principe) - 2012-2016 Umberto Diana - 2016-2017 Pasquale Corvino Albanova - 2012-2013 carica vacante - 2017-2018 Francesco Petrillo - 2018-2019 Giuseppe Zippo - 2019-2021 Bruna Improta - 2021-oggi Pasquale Caterino |

## Calciatori
Alcuni tra i calciatori più rappresentativi dell'Albanova sono stati:
- Massimo Lotti (94 presenze)
- Ciro Muro (54 pres.)
- Biagio Grasso (50 pres.)
- Egidio Pirozzi (45 pres.)
- Marco Maturo
- Michele Ciano
- Enzo Lepre (soprannominato Ciccio Lepre)
- Nicola Lagnena

## Palmarès

### Competizioni regionali
- Promozione: 2

1990-1991 2017-2018
- Eccellenza: ?

?-?
- Serie C2: ?

?-?

### Competizioni provinciali
- Terza Categoria: 1

2012-2013 (girone A)

### Competizioni giovanili
- Campionato Juniores Regionale: 1

2016-2017 (Girone A)

### Altri piazzamenti
- Campionato Nazionale Dilettanti:

Secondo posto: 1992-1993 (girone H), 1993-1994 (girone G)
- Seconda Categoria:

Secondo posto: 2009-2010 (girone A), 2014-2015 (girone A)

## Statistiche e record

### Partecipazione ai campionati
| Livello | Categoria                       | Partecipazioni | Debutto   | Ultima stagione | Totale |
| ------- | ------------------------------- | -------------- | --------- | --------------- | ------ |
| 4º      | Serie C2                        | 4              | 1994-1995 | 1997-1998       | 4      |
| 4º      | Campionato Interregionale       | 1              | 1991-1992 | 1991-1992       | 3      |
| 4º      | Campionato Nazionale Dilettanti | 2              | 1992-1993 | 1993-1994       | 3      |

Campionati Regionali
| Livello | Categoria         | Partecipazioni | Debutto   | Ultima stagione     | Totale |
| ------- | ----------------- | -------------- | --------- | ------------------- | ------ |
| I       | Eccellenza        | 6              | 2016-2017 | Eccellenza Campania | 5      |
| II      | Prima Categoria   | 1              | 2015-2016 | 2015-2016           | 12     |
| II      | Promozione        | 11             | 1984-1985 | 2017-2018           | 12     |
| III     | Seconda Categoria | 4              | 2009-2010 | 2014-2015           | 5      |
| III     | Terza Categoria   | 1              | 2012-2013 | 2012-2013           | 5      |

### Statistiche di squadra
Di seguito sono riportati i primati del club nel corso della sua storia:
| Migliori - Massimo punteggio in classifica (3 punti a vittoria): 56 Serie C2 1994-1995 - Maggior numero di partite vinte: 21 Serie D 1992-1993 - Maggior numero di pareggi: 16 Serie C2 1997-1998 - Miglior sequenza di partite senza sconfitte: 28 (19 in campionato;9 in coppa) 2ª Categoria 2014-2015 - Miglior sequenza di partite senza sconfitte in casa: 25 (16V,9P) da 4 Sett. 1994 a 30 Dic. 1995 ;21 (15V,6P) da 9 Febb 2014 a 22 Nov 2015 - Minor numero di sconfitte: 1 Promozione 1990-1991 - Massimo delle reti segnate: 61 Promozione 1988-1989 - Minor numero di reti subite: 13 Promozione 1990-1991 - Maggior numero di vittorie consecutive in casa: 9 Serie C2 1994-1995 - Maggior numero di partite senza subire reti in casa: 8 Serie C2 1994-1995 | Peggiori - Minor punteggio in classifica (3 punti a vittoria): 31 Promozione 1984-1985 Promozione 1985-1986 Promozione 1989-1990 - Minor numero di partite vinte: 6 Serie C2 1997-1998 - Maggior numero di sconfitte: 12 Serie C2 1996-1997 Serie C2 1997-1998 - Maggior numero di reti subite: 38 Promozione 1989-1990 |

## Tifoseria

### Storia

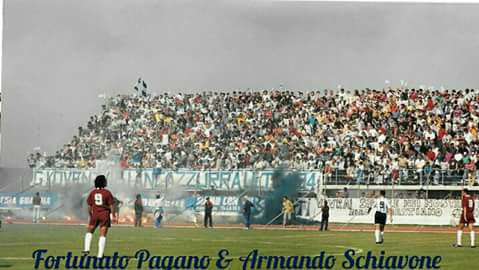
La Gioventù Biancazzurra negli anni novanta.

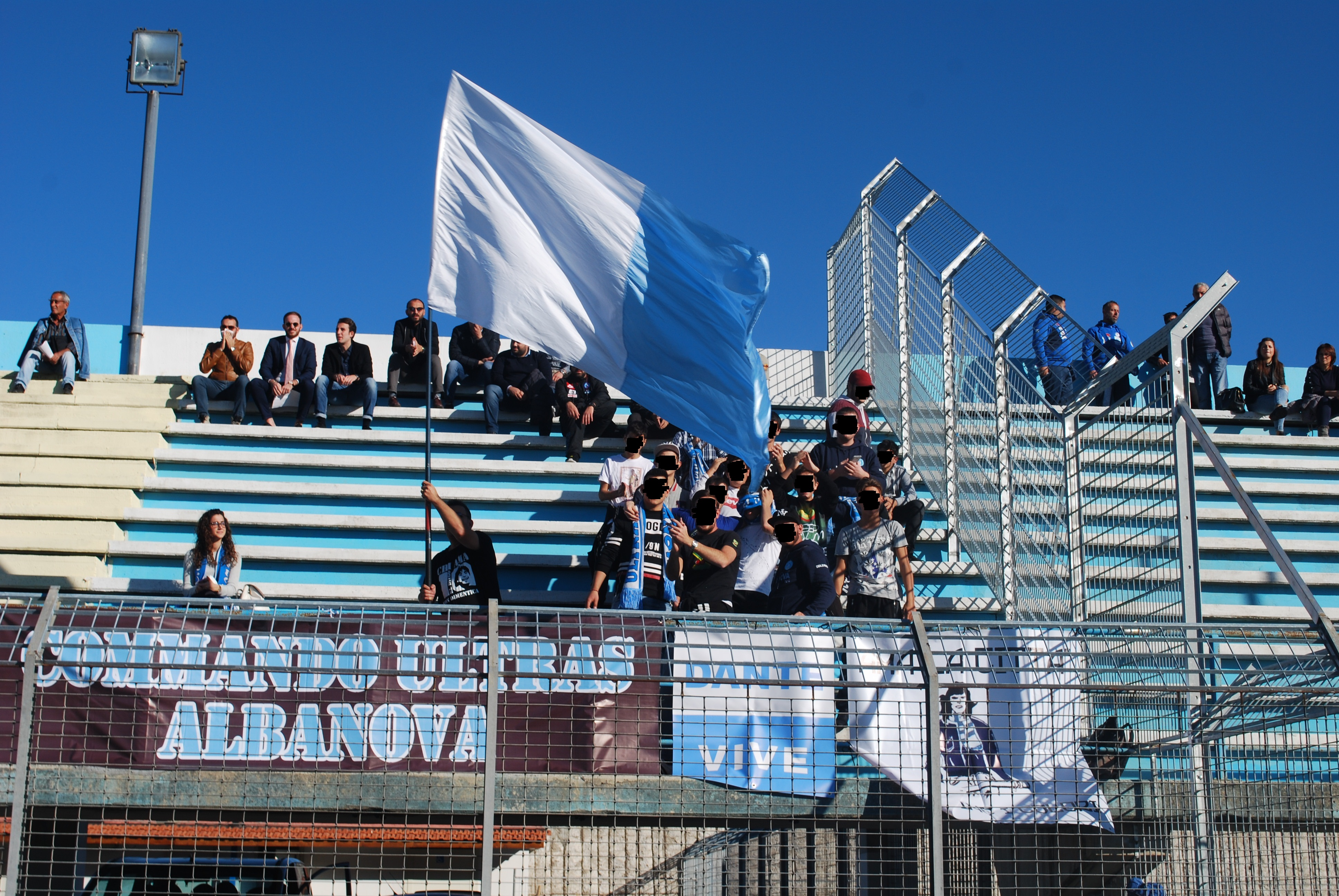
Il Commando Ultras Albanova. Al centro, la pezza in ricordo di Dante Noviello, capo della Gioventù Biancazzurra prematuramente scomparso.

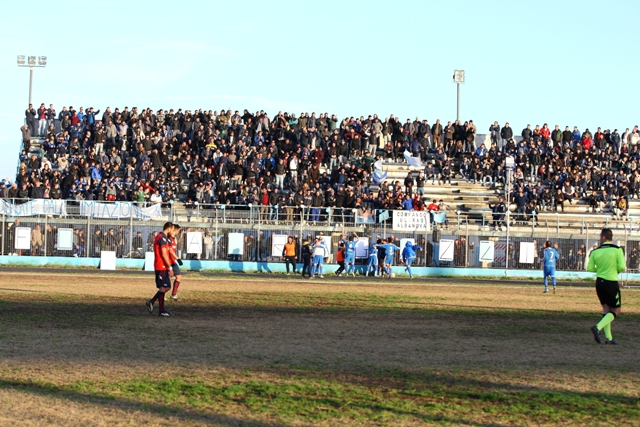
Il derby Real Albanova-Albanova del 9 gennaio 2016.

I gruppi ultras che si distinsero nel periodo d'oro della società furono la Gioventù Biancazzurra Ultrà '94, nata nel 1994 e guidata dallo storico capo Dante Noviello, il gruppo denominato Group rebels, guidato da Mario della Gatta, che sfruttando l'onda dell'entusiasmo riuscì a mettere insieme più di 300 ultras, gli Skizzati e gli irriducibili, i quali si facevano sentire sempre forte quando la squadra scendeva in campo. Nel 1998 il tifo cessò la propria attività, seguendo così le sorti della squadra cancellata dai campionati.
Dopo la ricostituzione della società si formarono due diverse realtà di tifo organizzato, rispettivamente a sostegno di Real Albanova e Albanova. Al seguito della Real Albanova nacque nel 2015 il Commando Ultras Albanova (o sinteticamente C.U.A.), che incontrò anche il vecchio capo Dante Noviello. Dopo la morte di quest'ultimo il gruppo volle ricordarlo con una pezza recante la scritta "Dante vive". L'Albanova era invece seguita dai Lion's, sorti nella seconda parte della stagione 2014-15. Le due tifoserie si caratterizzavano per una reciproca rivalità, che si manifestò in occasione del doppio derby di Prima categoria della stagione 2015-16.
Nell'estate 2017 la sparizione della Real Albanova causò lo scioglimento del Commando Ultras Albanova, mentre contestualmente su sponda Albanova, unica società a continuare la tradizione calcistica, i Lion's furono affiancati per la stagione 2017-18 da un giovane gruppo che riprese la denominazione Gioventù Biancazzurra. Dopo la vittoria del campionato di Promozione 2017-18 il tifo casalese si è riunito in un unico gruppo sotto il nome Mentalità paesana, ancora al seguito dei biancazzurri.